# Saki
Saki (яп. 咲 -Saki-) — манга Рицу Кобаяси, центральной темой которой является игра маджонг. Манга по сей день публикуется в журнале Young Gangan. На август 2010 года было выпущено 7 танкобонов. В 2007 году на основе сюжета манги вышел Drama CD. В 2009 году на нескольких телеканалах Японии прошла трансляция аниме-сериала, снятого студией Gonzo по сюжету манги. 17 июня 2011 года начат выпуск спин-офф манги (ёнкома) Saki Biyori, автор Киёси Сая. В сентябре 2011 года выпущена первая глава спин-офф манги Saki Achiga-hen Episode of Side-A под авторством Кобаяси Рицу с иллюстрациями Игараси Агури, 9 апреля 2012 был запущен показ аниме-адаптации (студия Gokumi).

## Сюжет
Миянага Саки — ученица первого класса старшей школы. Она умеет, но не любит играть в маджонг: её родители и старшая сестра — сильные игроки, Саки с детства играла дома, но родители наказывали её, если она проигрывала, и злились, если выигрывала. Поэтому у Саки выработался навык играть «на нуль», чтобы не выигрывать и не проигрывать.
Бывший одноклассник Саки по средней школе Суга Кётаро, узнав, что девушка умеет играть, затащил её поиграть в школьный клуб маджонга. Саки уже собиралась отказаться, но увидела, что одной из её соперниц будет девушка, недавно увиденная в парке и восхитившая Саки своей красотой. Саки соглашается и играет одну игру. Первоклассники, с которыми играла Саки, сочли её не слишком сильной, но президент клуба, Такеи Хиса, увидев результат игры поняла, что Саки намеренно играет «в нуль», что гораздо сложнее, чем просто выигрывать, а значит она — очень сильный игрок. Хиса добилась, чтобы Саки вступила в клуб, в результате чего в клубе, наконец, набралось пять девушек — количество, достаточное для участия в командном турнире префектуры.
Цель команды — выиграть Всеяпонский турнир по маджонгу среди школьников. Но чтобы на него попасть, сначала необходимо пройти отборочные соревнования своей префектуры.

## Персонажи

### Главные герои
Все главные герои учатся в школе Киёсуми (яп. 清澄高校). Среди игроков в маджонг эта школа неизвестна, и сам клуб маджонга ещё несколько лет назад пребывал в запустении. После прихода туда Саки у них появился шанс принять участие в соревнованиях.
- Саки Миянага (яп. 宮永 咲 Миянага Саки )

Сэйю — Кана Уэда
Ученица первого класса старшей школы. Стеснительная и неловкая, однако, когда дело доходит до маджонга, обладает необыкновенной интуицией и везением. Семья некоторое время назад фактически распалась: Саки живёт с отцом, мать и старшая сестра переехали в Токио. Раньше в семье Саки часто заставляли играть в маджонг, и, поскольку и выигрыш, и проигрыш были для неё невыгодны, она научилась играть так, чтобы конечный результат был равен нулю (プラスマイナスゼロ). С первой встречи, когда Саки была поражена красотой Нодоки, она восхищается новой подругой и очень ценит её дружеское расположение. После встречи с Нодокой у Саки появился интерес играть в маджонг на победу.
- Нодока Харамура (яп. 原村 和 Харамура Нодока)

Сэйю — Ами Косимидзу
Ученица первого класса старшей школы. Девушка с длинными розовыми волосами обычно заплетёнными в два «хвостика», голубыми глазами и огромной грудью. Очень популярна у парней. Победительница всеяпонского турнира по маджонгу среди учеников средних школ, благодаря этой победе достаточно широко известна и не обделена вниманием репортёров. Очень любит маджонг, к игре относится серьёзно, попытку играть с ней или с её друзьями не в полную силу воспринимает как оскорбление. Не полагается на удачу, не верит в различные игровые приметы и предрассудки, играет надёжно и рационально. Много играет в Интернете под ником «Нодотти», известна там как сильнейший игрок, в сети Нодотти даже подозревают в том, что она — профессионал. Из-за привычки к сетевой игре в партии «вживую» теряется, отвлекается и чаще ошибается; чтобы преодолеть этот недостаток, по совету Хисы носит с собой на турниры плюшевого пингвина Этопена, с которым с детства привыкла спать. Со средней школы дружит с Юки.
- Юки Катаока (яп. 片岡 優希 Катаока Ю:ки)

Сэйю — Риэ Кугимия
Ученица первого класса старшей школы, при этом ниже Саки и Нодоки ростом и выглядит по-детски. Обладает лёгким и довольно спонтанным характером, постоянно командует Кётаро, периодически поддразнивает Нодоку, в основном за её большую грудь, явно завидуя подруге. Играя в маджонг, первую половину игры проводит достаточно сильно, но потом утрачивает внимание и проигрывает. Считает себя «королевой восточных раундов» — в восточном раунде партии играет очень сильно и часто побеждает. Любит тако, а также такояки и другую пищу, начинающуюся на «тако-». Носит несколько своеобразную одежду, отличающуюся от одежды одноклассниц.
- Мако Сомэя (яп. 染谷 まこ Сомэя Мако)

Сэйю — Рёко Сираиси
Ученица второго класса старшей школы, вице-президент кружка маджонга. Говорит на диалекте тю:гоку. Её семье принадлежит клуб маджонга Roof-top, где она работает официанткой. Носит очки, хотя в ответственные моменты игры имеет обыкновение их снимать. Её сила — в огромном опыте. Она видела так много партий сильных игроков, что при взгляде на стол почти всегда вспоминает похожие положения и, исходя из результатов прошлых партий, выбирает наилучшее продолжение.
- Хиса Такэи (яп. 竹井 久 Такэи Хиса)

Сэйю — Сидзука Ито
Ученица третьего класса старшей школы, президент школьного конгресса и маджонг-клуба. Придя в старшую школу, возродила в ней клуб маджонга, долго пыталась собрать команду, но смогла сделать это только на третий год. Участвовала во всеяпонском турнире среди учеников средней школы, а теперь хочет добиться, чтобы их клуб участвовал в соревнованиях. Спокойная, обладает хорошим стратегическим мышлением, при этом убеждена, что её стихия — минимальные шансы. Поэтому и в маджонге, и в жизни, если результат зависит от удачи, Хиса старается искусственно создать ситуацию, в которой её шансы на успех были бы как можно меньше. Как ни странно, у неё эта стратегия работает.
- Кётаро Суга (яп. 須賀 京太郎 Суга Кё:таро:)

Сэйю — Дзюн Фукуяма
Ученик первого класса старшей школы. Друг детства и одноклассник Саки. Единственный мужчина среди членов кружка, именно он завлёк в клуб Саки. Сам он является ещё начинающим игроком и ещё не до конца выучил все правила. На индивидуальном турнире среди школьников префектуры проиграл практически сразу. Девушки активно используют его в качестве рабочей силы: он бегает за продуктами, таскает тяжести.

### Старшая школа Рюмомбути
Участвовали в отборочных соревнованиях префектуры в прошлом году, и одержали там внушительную победу. Сейчас стремятся повторить свой успех. Кроме того, в прошлом году все члены команды были ученицами первого класса (старшей школы), поэтому в нынешнем году команда собралась в том же составе. Команда была собрана Рюмомбути Токой, в первую очередь, как окружение для Амаэ Коромо, чтобы той было с кем играть в маджонг и проводить время, тем не менее, к показанному моменту все члены команды действительно сдружились и представляют собой спаянный коллектив под руководством Токи.
- Коромо Амаэ (яп. 天江 衣 Амаэ Коромо)

Сэйю — Каори Фукухара
Ученица второго класса. Носит длинные волосы, а на голове — красную повязку в виде заячьих ушек. После того как погибли её родители отец Токи взял её под опеку, теперь она живёт в доме Рюмомбути. Кузина Токи выглядит очень молодо, практически, как ребёнок, однако во время игры преисполняется такой уверенностью в себе, что способна ошеломить своих соперников. Также обладает весьма острым языком, хотя в душе человек довольно мягкий. Очень хочет иметь таких друзей, которые могли бы играть с ней в маджонг, не пугаясь её огромной энергии. Верит, что её игре придаёт силу полная луна. Не любит, когда её называют ребёнком (имя «Коромо» созвучно со словом 子供 [кодомо], «ребёнок»). Под влиянием отца, специалиста по классической литературе, часто вставляет речь слова из классических китайских и японских книг.
- Тока Рюмомбути (яп. 龍門渕 透華 Рю:момбути То:ка)

Сэйю — Минори Тихара
Ученица второго класса. Кузина Коромо. Её дедушка — директор школы Рюмомбути. Обладает как красотой так и умом. Сильный игрок «сетевого» стиля. Любит привлекать к себе внимание. Как и Нодока, играет в сетевой маджонг, при этом Нодоку считает своим главным соперником (но до встречи на отборочных соревнованиях она знала её лишь под псевдонимом «Нодотти»). Заботится о Коромо.
- Хадзимэ Кунихиро (яп. 国広 一 Кунихиро Хадзимэ)

Сэйю — Ай Симидзу
Ученица второго класса. Играла в маджонг ещё в младшей школе, на соревнованиях попыталась жульничать, была уличена и дисквалифицирована, на какое-то время оставила маджонг. В игру её снова вовлекла Тока. Сейчас Хадзимэ является личной служанкой («мэйдо») Токи и живёт в её замке. Участвуя в соревнованиях, носит особые цепочки, пристёгнутые к рукам, для предотвращения повторения того случая в младшей школе.
- Томоки Савамура (яп. 沢村 智紀 Савамура Томоки)

Сэйю — Аюру Охаси
Ученица второго класса. Молчаливая девушка в очках и с длинными волосами. Увлекается компьютерами, и даже на соревнованиях практически всегда имеет в руках ноутбук, посредством которого порой добывает для команды полезную информацию.
- Дзюн Иноуэ (яп. 井上 純 Иноуэ Дзюн)

Сэйю — Юко Каида
Ученица второго класса. Высокого роста, худощавая, с короткой стрижкой, выглядит, одевается и ведёт себя по-мужски. О себе говорит «орэ» (俺, мест. 1 лица, имеющее даже более сильный «мужской» характер, чем «боку»). Тем не менее, при любой попытке окружающих ассоциировать её с мужским полом резко протестует. Во время игры, даже в кресле, сидит в «позе лотоса».

### Старшая школа для девочек Кадзэкоси
Частная школа для девочек, имеющая опытную команду. Несколько лет подряд они были неизменными лидерами на отборочных соревнованиях префектуры, но в прошлом году уступили команде Рюмомбути. В этом году они надеются взять реванш.
- Михоко Фукудзи (яп. 福路 美穂子 Фукудзи Михоко)

Сэйю — Юи Хориэ
Ученица 3 класса и капитан команды. Лучшая ученица в школе. Обладает отличными способностями в готовке, уборке и других подобных делах, но при этом совершенно не в ладах с техникой. Легко склонна к слезам. Считает себя обязанной заботиться о членах своей команды и защищать их, даже в ущерб себе. Вообще, очень добрая, например, пожалев Юки, отдала ей своё обенто. Уважаема и любима членами своей команды. У неё разные глаза: левый — тёмный, правый — пронзительно-синий. Стесняясь, она обычно держит правый глаз закрытым, открывая его лишь в важные моменты игры. Три года назад встретилась на турнире с Такэи Хисой, с тех пор постоянно мечтала о новой встрече.
- Кана Икэда (яп. 池田 華菜 Икэда Кана)

Сэйю — Рика Моринага
Ученица 2 класса. Второй игрок в школе. Из всех членов команды наиболее почитает капитана Михоко. Лицо имеет сходство с кошачьей мордочкой, во время эмоциональных сцен на её голове появляются нэкомими.
- Михару Ёситомэ (яп. 吉留 未春 Ёситомэ Михару)

Сэйю — Тиро Кандзаки
Ученица второго класса. Носит очки и короткую стрижку. Имеет прозвище «Михарун» (みはるん). С виду мягкая и спокойная, при этом в кружке маджонга своей школы имеет наивысший ранг.
- Сэйка Бундо (яп. 文堂 星夏 Бундо: Сэйка)

Сэйю — Ай Матаёси
Ученица 1 класса. В маджонг начала играть сравнительно недавно, однако увлеклась и за несколько месяцев продвинулась на 5 место в школьном рейтинге, что позволило ей попасть в школьную команду.
- Сумиё Фукабори (яп. 深堀 純代 Фукабори Сумиё)

Сэйю — Мицуки Сайга
Ученица 2 класса. Толстая девочка с косой. Часто берёт на себя инициативу помогать капитану Михоко, особенно когда дело касается компьютера.

### Академия Цуруга
Как и Киёсуми, малоизвестная в мире маджонга школа. Ещё за месяц до начала соревнований у них даже не хватало людей в команде, но им всё же удалось собрать команду, и даже выйти в финал соревнований.
- Юми Кадзики (яп. 加治木 ゆみ Кадзики Юми)

Сэйю — Ю Кобаяси
Ученица третьего класса. Обычно спокойная и сдержанная. Именно ей в значительной степени принадлежит заслуга сбора команды, в особенности — приглашение Момоко. Многие даже считают Юми президентом кружка маджонга, хотя в действительности президентом является Сатоми.
- Каори Сэноо (яп. 妹尾 佳織 Сэноо Каори)

Сэйю — Рёко Синтани
Подруга детства Сатоми, и по её приглашению вступила в кружок, хотя с правилами знакома ещё плохо. По этой причине играет несколько нестандартно, чем ставит в тупик более опытных игроков, не берущихся предсказать её действия. Кроме того ей просто везёт в игре.
- Сатоми Камбара (яп. 蒲原 智美 Камбара Сатоми)

Сэйю — Нацуко Куватини
Ученица третьего класса и президент кружка маджонга. Подруга детства Каори.
- Момоко Тоёко (яп. 東横 桃子 То:ёко Момоко)

Сэйю — Момоко Сайто
Ученица первого класса. Из-за проблем в общении с окружающими с детства развила в себе способность к своеобразной «психологической невидимости» — окружающие её обычно просто не замечают, даже когда она находится рядом с ними, если только Момоко не предпринимает каких-то активных действий. Играла с членами клуба в маджонг анонимно, по школьной компьютерной сети. Юми смогла её вычислить и привела в команду. Момоко очень привязана к Юми, по сути, она играет только для того, чтобы помочь подруге — единственной, кто способен её видеть. Момоко — сильный игрок, но из-за своей особенности «вживую» она играет гораздо результативнее, поскольку другие игроки за столом просто упускают из виду и её, и её тайлы. За эту особенность её также называют «Stealth Momo» (ステルスモモ).

### Другие
- Ясуко Фудзита (яп. 藤田 靖子 Фудзита Ясуко)

Сэйю — Масуми Асано
Фудзита Ясуко, обычно именуемая просто «Фудзита-про» — профессиональный игрок в маджонг. Знакомая Хисы и Мако, регулярный посетитель клуба «Roof-top». По просьбе Хисы сыграла в этом клубе с Саки и Нодокой, начисто их обыграв. Носит одежду в готическом стиле и курит длинную трубку. Любит кацудон; также и Саки называет «Кацудон-сан». В отборочных соревнованиях префектуры участвует в качестве комментатора (и там также часто ест кацудон).
- Тэру Миянага (яп. 宮永 照 Миянага Тэру)

Сэйю — Маи Накахара
Старшая сестра Саки, живёт в Токио. Очень сильный игрок в маджонг, победительница нескольких соревнований. Во время описываемых событий также участвует в квалификации на национальное первенство в своей префектуре (Западный Токио) в Токио. Отрицает, что у неё есть младшая сестра.

## Музыкальное сопровождение
Открывающие композиции
В сериале используются две версии опенинга: одна в сериях 2—14, вторая — с 15 серии. В 1 серии опенинга не было, а соответствующая песня звучала в эндинге.
Glossy:MMM
- Слова: Хата Аки
- Музыка и аранжировка: Нидзинэ
- Поёт: Хасимото Миюки

bloooomin' 
- Слова и музыка: Little Non
- Аранжировка: Little Non, Андо Такахиро
- Поёт: Little Non

Закрывающие композиции
В сериале два регулярных эндинга (со 2 по 14 серии и с 15 серии) и один дополнительный («Дзанкокуна нэгай-но нака-дэ»), который исполняется лишь после некоторых серий.
Нэцурэцу кангэй ванда:рандо (яп. 熱烈歓迎わんだーらんど)
- Слова: Хата Аки,
- Музыка: Фукумото Кинсиро
- Аранжировка: Андо Такахиро
- Поют: сэйю, исполняющие роли главных героинь (Уэда Кана, Косимидзу Ами, Кугимия Риэ, Сираиси Рёко, Ито Сидзука)

Сикакуй утю:-дэ маттэру ё! (яп. 四角い宇宙で待ってるよ)
- Слова: Хата Аки
- Музыка и аранжировка: Киносита Томоя
- Поют: сэйю, исполняющие роли главных героинь (Уэда Кана, Косимидзу Ами, Кугимия Риэ, Сираиси Рёко, Ито Сидзука)

Дзанкокуна нэгай-но нака-дэ (яп. 残酷な願いの中で)
- Слова: Хата Аки
- Музыка: rino
- Аранжировка: Нидзинэ
- Поют: Уэда Кана, Косимидзу Ами

## Список и названия серий
| Серия | Первый показ | Японское название | Русский перевод     |
| ----- | ------------ | ----------------- | ------------------- |
| 01    | 05.04.2009   | 出会い            | Встреча             |
| 02    | 12.04.2009   | 勝負              | Матч                |
| 03    | 19.04.2009   | 対立              | Противостояние      |
| 04    | 26.04.2009   | 翻弄              | Разгром             |
| 05    | 03.05.2009   | 合宿              | Учебный лагерь      |
| 06    | 10.05.2009   | 開幕              | Занавес поднят      |
| 07    | 17.05.2009   | 伝統              | Традиция            |
| 08    | 24.05.2009   | 前夜              | За ночь до...       |
| 09    | 31.05.2009   | 開眼              | С открытыми глазами |
| 10    | 07.06.2009   | 初心者            | Новичок             |
| 11    | 14.06.2009   | 悪戯              | Проделка            |
| 12    | 21.06.2009   | 目醒め            | Пробуждение         |
| 13    | 28.06.2009   | 微熱              | Лёгкий жар          |
| 14    | 05.07.2009   | 存在              | Существование       |
| 15    | 12.07.2009   | 魔物              | Демоны              |
| 16    | 19.07.2009   | 結託              | Сговор              |
| 17    | 26.07.2009   | 悪夢              | Кошмар              |
| 18    | 02.08.2009   | 繋がり            | Связь               |
| 19    | 09.08.2009   | 友達              | Друзья              |
| 20    | 16.08.2009   | 姉妹              | Сёстры              |
| 21    | 23.08.2009   | 追想              | Воспоминания        |
| 22    | 06.09.2009   | 約束              | Обещание            |
| 23    | 13.09.2009   | 本気              | Серьёзность         |
| 24    | 20.09.2009   | 夏祭り            | Летний фестиваль    |
| 25    | 27.09.2009   | 全国              | Национальный турнир |